# San Nicolò di Lido

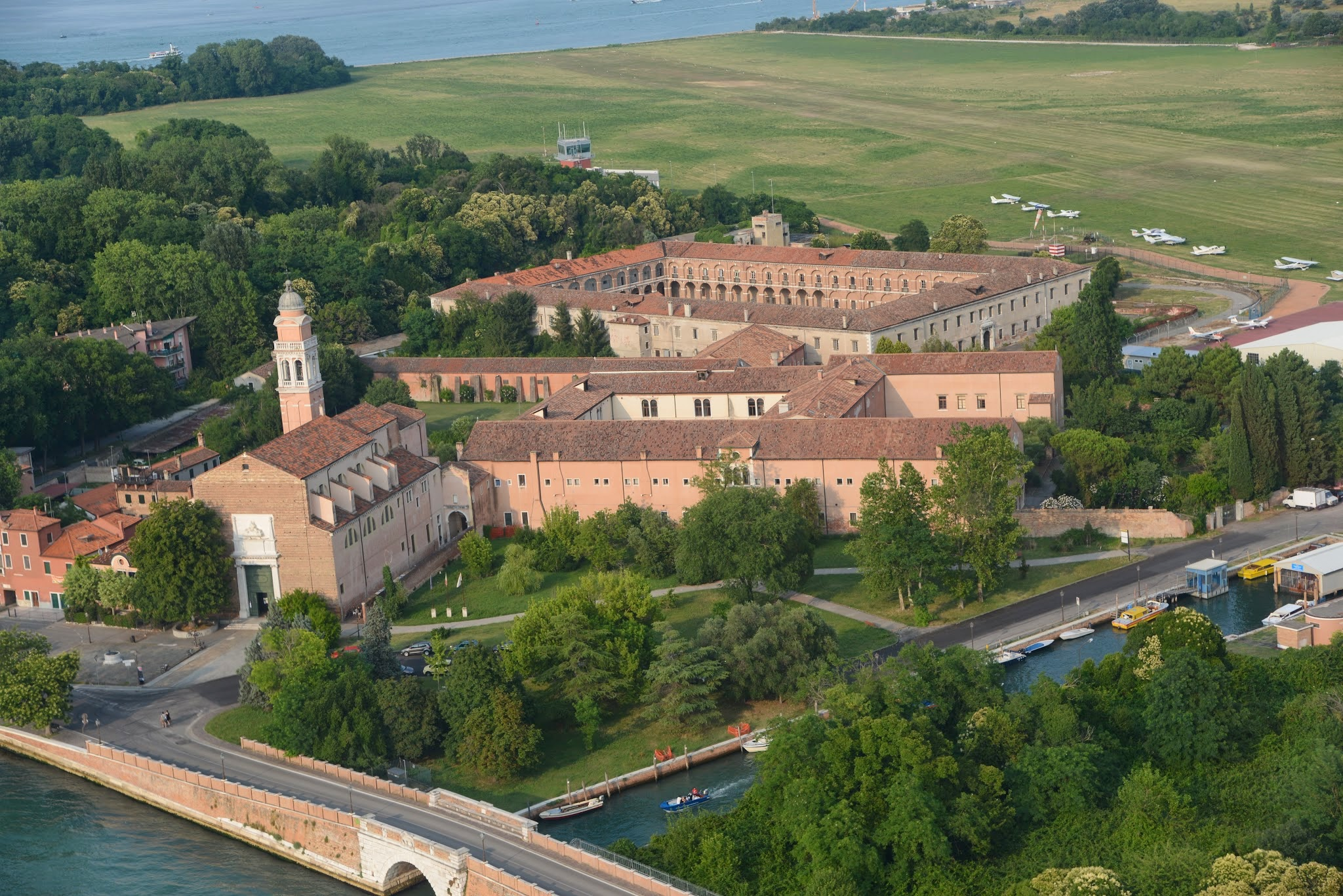
Blick über die Gesamtanlage

San Nicolò di Lido, seltener San Nicolò al Lido oder del Lido, ist eine Kirche auf dem Lido, einem Teil des Ostrandes der Lagune von Venedig. Das Bauwerk befindet sich auf dem Nordteil der Lido-Insel und blickt mit der Eingangspforte westwärts. Es handelt sich um eine ehemalige Benediktiner-, heute Franziskanerkirche nebst Kloster. Das Bauwerk entstand um 1053, die heutige Form entstand ab 1626, wobei das Gebäude versetzt neu aufgebaut wurde. Archäologische Grabungen in den 1980er Jahren lassen die Arbeit byzantinischer Mosaizisten am ursprünglichen Bau erkennen.

## Geschichte

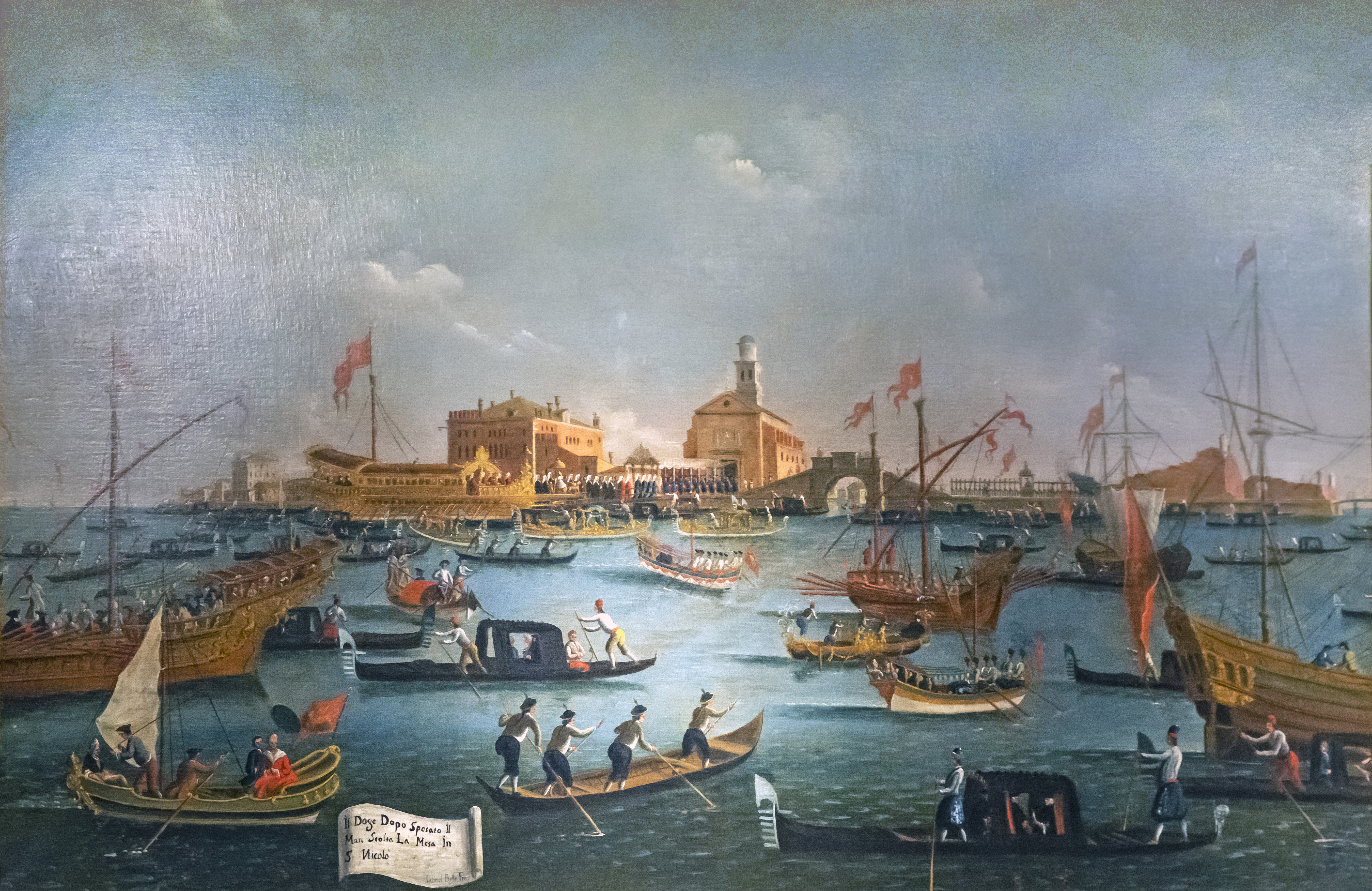
Der Besuch des Dogen in San Nicolò, Gabriele Bella († 1799), Palazzo Querini Stampalia

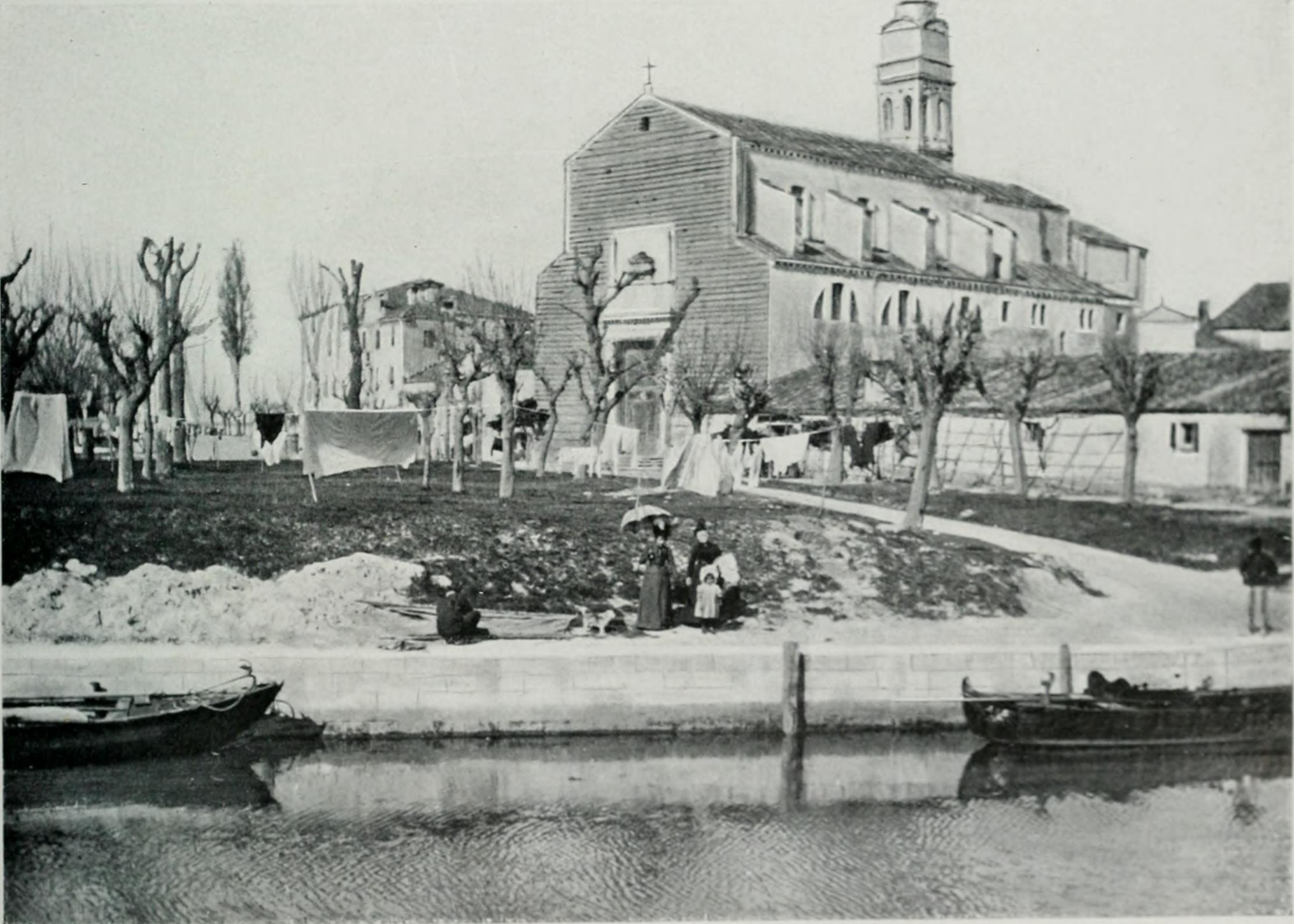
Aufnahme der Kirche, entstanden vor 1904

Zwischen 1053 und 1064 entstand dort eine Kirche, die 1316 erheblich vergrößert wurde. Dort wurde 1071 der Doge Domenico Contarini beigesetzt. Das Kloster hatte er selbst 1053 gemeinsam mit dem Patriarchen Domenico Marango und dem Bischof von Olivolo gegründet, der gleichfalls Domenico Contarini hieß, vielleicht ein Verwandter des Dogen. 1071 wurde sein Nachfolger Domenico Silvo in der Kirche zum Dogen gewählt, da die Markuskirche zu dieser Zeit noch unvollendet war. Nach der Legende bemächtigten sich die 1099 zurückkehrenden venezianischen Kreuzfahrer der Gebeine des hl. Nikolaus von Myra, des Schutzheiligen der Seefahrer. Für diese Reliquien war nach der Rückkehr der Flotte die Kirche vorgesehen. Erster Abt des angeschlossenen Klosters wurde der Benediktiner Sergius, dem Zeno folgte. 1072 erweiterte eine umfangreiche Schenkung durch einen Remedius die Ländereien um Gebiete bei Triest, wozu der dortige Bischof sein Einverständnis gab. Dazu gehörten die Ländereien der Kirche Sant’Apollinare mit Weinbergen, Olivhainen und sonstigen Besitzungen. Unter dem dritten Abt, Vitale, kamen die Reliquien des Nikolaus von Myra in den Besitz des Klosters. 1114 gelang eine weitere Ausdehnung des klösterlichen Besitzes, als Bertoldo, der Bischof von Parenzo, ihm die Kirche Sant’Anastasio und weitere Kirchen im Gebiet von Parenzo unterstellte. 1133 erfolgte eine ähnliche Übereignung der Abtei San Pietro di Carso durch den Patriarchen von Aquileia, 1205 bestätigte Wolfger von Aquileia diese Stiftung. 1151 erhielt das Kloster von Konrad III. kaiserlichen Schutz und Privilegien, die 1222 von Friedrich II. bestätigt wurden.
Anlässlich der Friedensverhandlungen des Jahres 1177 zwischen Papst Alexander III. und Kaiser Friedrich I. wurde, so behaupten venezianische Chronisten, der Papst ehrenvoll vom Sohn des Dogen Sebastiano Ziani in San Nicolò, wohin Alexander am 24. März 1177 geflohen war, empfangen und feierlich zur Markuskirche geleitet. Am 23. Juli brachten sechs Galeeren den Kaiser gleichfalls nach San Nicolò, um ihn ebenfalls am nächsten Tag gemeinsam durch den Dogen, den Patriarchen, durch Klerus und Volk, feierlich zum Markusplatz zu geleiten. Ende des 13. Jahrhunderts kamen Zweifel an der Echtheit der Reliquien des hl. Nikolaus auf, so dass sich Abt Pietro Balastro 1282 veranlasst sah, das Reliquiar zu öffnen. Erst fünf Jahre später ließ es Abt Francesco Tagliapiera wieder schließen.
1316 beschloss der Große Rat, die Kirche zu renovieren und zu vergrößern. Der Doge Andrea Dandolo besuchte in Begleitung des Bischofs von Castello Niccolò Morosini, sowie des gesamten Senates (zu dieser Zeit noch Rogati genannt), dazu eine große Volksmenge, am 3. Mai 1347 San Niccolò di Lido, um die Reliquien in Augenschein zu nehmen und angemessen zu verehren. Kurz darauf, so Marin Sanudo, starb Abt Martino. Eine weitere Öffnung des Grabes erfolgte 1399 für 40 Tage, bis am 20. September das Grab wieder geschlossen wurde, abermals 1449. Diesmal wurden die drei Heiligen wieder getrennt aufbewahrt. 1451 erschien der neue Patriarch von Venedig Lorenzo Giustiniani im Kloster, um dort eine Reform zu veranlassen. Seither wurden die Äbte alle drei Jahre von der Kongregation neu gewählt.
1530 entstand der elegante Kreuzgang. Der kirchliche Komplex auf dem Lido wurde im Barock umgebaut. Lange befand sich bei der Kirche ein jüdischer Friedhof, der älteste in der Stadt. Er entstand Ende des 14. Jahrhunderts.
Die heutige Kirche wurde an anderer Stelle durch Francesco Contin im Jahr 1626 begonnen und von Matteo Cirtoni 1629 fertiggestellt, die Überreste der alten Kirche lassen sich im Klosterbereich ausfindig machen; von der alten Kirche sind Teile des Südschiffes erhalten. Die Reliquien wurden am 11. Mai 1628 unter Abt Girolamo Spinelli feierlich in das Kloster transferiert, nämlich unter einen Altar, 1634 wurden sie in die neue Kirche gebracht. In der Apsis befand sich eine Christusdarstellung in Begleitung zweier Engel, dazu Inschriften mit Verweisen auf den Bischof von Olivolo, auf Domenico Contarini. Teile dieser aller Wahrscheinlichkeit von byzantinischen Handwerkern geschaffenen Mosaiken (S. 158), in die einzelnen tesserae zerlegt, wurden bei archäologischen Untersuchungen im Abraum wiederentdeckt und in zwei Kisten gelagert.
Noch als Goethe Lido im Jahr 1786 besuchte, lebten dort nur Fischer und die ortsansässigen Mönche. Das Kloster wurde bereits 1770 aufgelöst; es ging 1938 an die Minderbrüder des hl. Antonius.

## Ausstattung

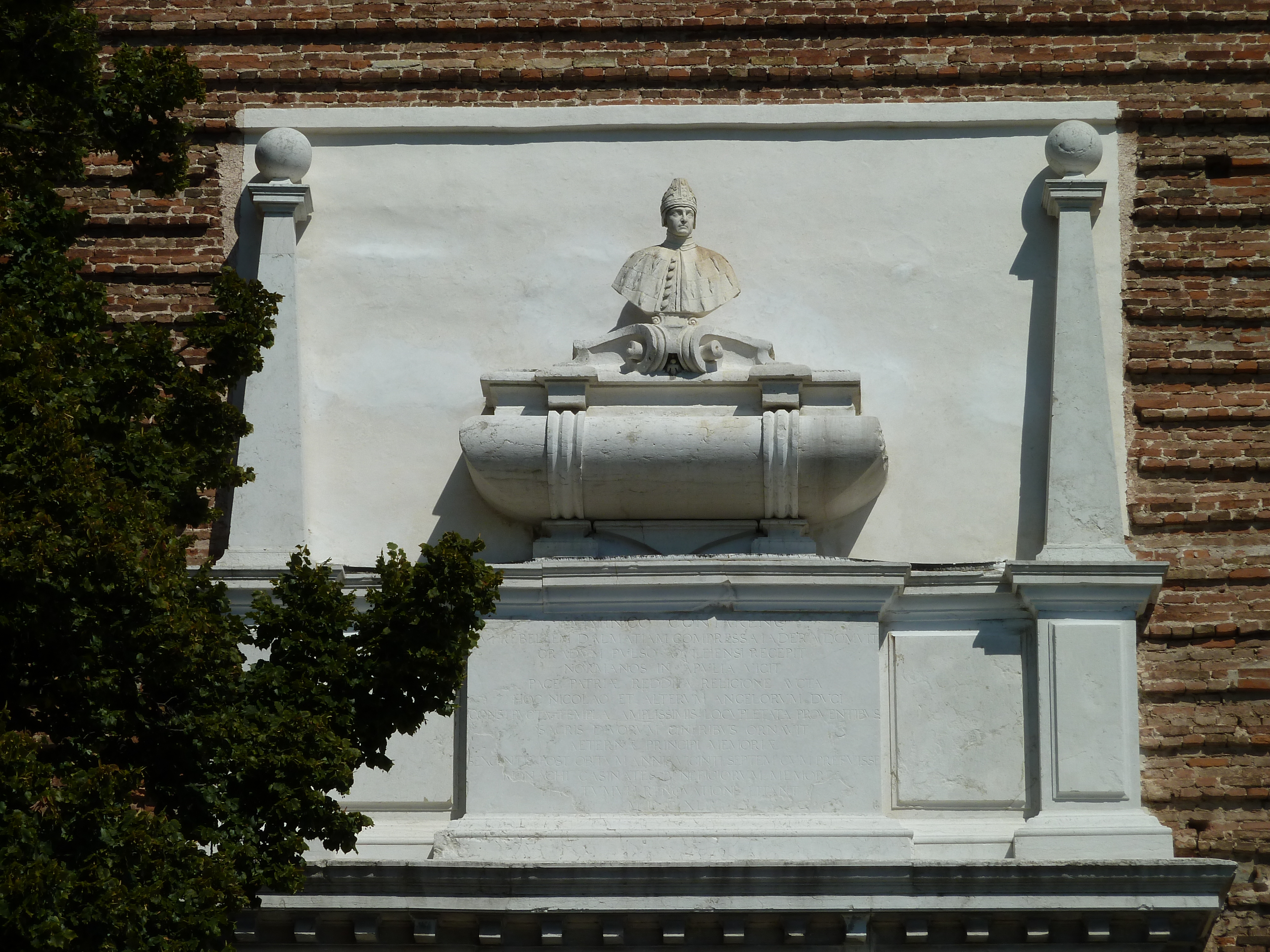
Büste des Dogen Domenico I. Contarini (1043–1071) an der Fassade über dem Haupteingang mit einer Inschrift aus dem Jahr 1611, die die Verdienste des Dogen, wie sie die Zeitgenossen sahen, aufführt: Der Doge unterwarf Zara und Dalmatien, schützte Grado und besiegte die Normannen in Apulien, Frieden und Religion, er baute Kirchen und stattete sie aus. Die Büste wurde 1640 angebracht.

Die Fassade blieb unvollendet. Das einschiffige Bauwerk birgt auf jeder Seite drei Kapellen. Der Hochaltar stammt von 1630, dort finden sich Reliquien der hll. Theodor und Nikolaus. Der Sarkophag stammt von Cosimo Fanzago. Den hölzernen Chor hinter dem Altar schufen 1634 Giovanni Carlo und Giovanni Cremasco, letzterer schuf die 27 Paneele, die Szenen aus dem Leben des hl. Nikolaus schildern. Im Inneren finden sich Fresken von Girolamo Pellegrini und Pietro della Vecchia.
Der Campanile stammt aus der Entstehungszeit und wird in die Jahre 1626 bis 1629 datiert.